# Bobry (Jonkowo)
Bobry ist ein Ort in der polnischen Woiwodschaft Ermland-Masuren. Er gehört zur Gmina Jonkowo (Landgemeinde Jonkendorf) im Powiat Olsztyński (Kreis Allenstein).
Bobry liegt östlich der Pasłęka (deutsch Passarge) im Westen der Woiwodschaft Ermland-Masuren, 22 Kilometer nordwestlich der Stadt Olsztyn (Allenstein).
Bobry ist heute ein Waldsiedlung und besteht aus drei Gebäuden. Über die Geschichte  des kleinen Ortes und auch in Beantwortung der Frage, ob der Ort vor 1945 eine deutsche Ortsbezeichnung trug, gibt es keine Belege. Die Möglichkeit, dass Bobry erst nach 1945 entstanden ist, ist nicht ausgeschlossen.
Kirchlich gehört Bobry evangelischerseits zu Łęguty (Langgut) in der Diözese Masuren der Evangelisch-Augsburgischen Kirche in Polen, römisch-katholischerseits zu Nowe Kawkowo (Neu Kockendorf) im Erzbistum Ermland.
Nach Bobry führen Landwege von Szałstry (Schaustern) bzw. von Łabędź (Labens, 1938 bis 1945 Gulben) aus. Die nächstgelegene Bahnstation ist Gamerki Wielkie (Groß Gemmern) an der Bahnstrecke Olsztyn–Bogaczewo. 